# Białoruskie oddziały Ordnungsdienst
Białoruskie oddziały Ordnungdienst (OD) – kolaboracyjne ochotnicze oddziały porządkowe/pomocnicze złożone z Białorusinów podczas II wojny światowej.
Krótko po zajęciu Białorusi przez wojska niemieckie z inicjatywy poszczególnych dowództw Wehrmachtu na tyłach Grupy Armii "Mitte" zaczęły powstawać lokalne oddziały ochotnicze złożone z Białorusinów. W rezultacie do jesieni 1941 r. na okupowanych ziemiach białoruskich działało już kilkadziesiąt różnego rodzaju mobilnych i stacjonarnych oddziałów służby porządku OD, zwanych popularnie "odi". Ich dowódcami byli oficerowie Armii Czerwonej pochodzenia białoruskiego, wypuszczeni przez Niemców z obozów jenieckich. Liczebność oddziałów OD wahała się średnio od 100 do 150 ludzi. Nosili oni mundury sowieckie lub ubrania cywilne z białą opaską z napisem OD na ramieniu. Uzbrojeniem były karabiny ręczne sowieckiej produkcji. Byli oni wraz z rodzinami zwolnieni z różnych obowiązków na rzecz okupanta. Przychylność Niemców próbowali też wykorzystać białoruscy emigracyjni działacze narodowi. Na obszarze smoleńskiego i briańskiego okręgów organizatorami oddziałów OD byli Michał Wituszka i Dmitrij Kasmowicz. Oddziały OD niektóre części Białorusi same oczyściły od ukrywających się czerwonoarmistów. Na Polesiu współpracowały w tym zakresie z ukraińską Siczą Poleską atamana Tarasa Bulby-Borowcia. Według części źródeł miało dojść nawet do wspólnej białorusko-ukraińskiej konferencji, na podstawie której obszary na wschód od linii Słuck-Łuniniec przypadły do "oczyszczenia" białoruskiemu OD. Na wyzwolonych terenach oddziały OD przyjmowały rolę miejscowej policji, działającej często niezależnie od Niemców. We wrześniu 1941 r. na obszarze zachodniej i środkowej Białorusi Niemcy powołali Okręg Generalny "Białoruś". Natychmiast przystąpiono do unifikacji białoruskich oddziałów OD. W rezultacie do końca jesieni zostały one przeorganizowane w oddziały pomocniczej policji porządku, oddziały Selbschutzu lub żandarmerii.